# 태하령길
태하령길(台霞嶺-)은 경상북도 울릉군 서면에 위치한 도로로, 총 연장은 1.396 km이다. 도로명은 지명을 사용한 것에서 유래되었다.

## 노선 정보
- 총 연장 : 1.396 km
- 기점 : 경상북도 울릉군 서면 태하리 233-4
- 종점 : 경상북도 울릉군 서면 남서리 539

## 지리
- 통과하는 지자체 : 경상북도 울릉군 서면
- 접촉하는 도로 : 국가지원지방도 제90호선 (울릉순환로), 구암길[A], 서달길
- 주변에 있는 시설 : 다음과 같음
  - 별밤지기와섬농부 (태하령길 122/남서리 산 174-5)
  - 울릉추모공원 (태하령길 314/남서리 304)

## 관련 사항
- 제주도의 올레길과 비슷하게 해담길이 존재한다. 그러나 해담길 7구간에 편성되어 있는 것으로 전해졌다.[1]
- 인근에는 태하등대가 존재하며, 인기가 높은 트레킹 코스로 각광을 받고 있는 도로이기도 하다.[2]
- 도로의 선형상 부산광역시에 있는 산성로와 비슷하게 S자식의 구불구불한 선형을 가지고 있다.
- 당초에는 울릉도에서 가장 긴 지선 도로로 알려져 왔으나, 해당 도로의 실측 거리 개정 및 구암길 분할 등으로 인해 총 연장이 오히려 더 줄어든 것으로 보인다.